# Die Jungs-WG
Die Jungs-WG ist eine deutsche für Kinder und Jugendliche entwickelte Doku-Soap. Sie wird in einem zweijährigen Turnus auf KiKA ausgestrahlt.

## Prinzip
In der Doku-Soap, die vom ZDF produziert wird, leben fünf 13- bis 17-jährige Jungen vier Wochen lang in einer WG ohne Eltern. Sie bekommen Geld zur eigenen Versorgung und für Ausflüge und müssen sich um ein soziales Projekt und ihren Haushalt kümmern.
Seit 2010 wird Die Mädchen-WG, ein Ableger der Serie, in der statt Jungen Mädchen in einer WG leben, ausgestrahlt.
Seit 2021 wird zudem mit Die Mixed-WG ein weiterer Ableger der Serie ausgestrahlt, in welcher drei Mädchen und drei Jungen in einer WG leben.

## Die Jungs-WG – Ein Monat ohne Eltern
In der ersten Folge treffen die fünf Jungs zum ersten Mal aufeinander und ziehen in ihre Wohngemeinschaft ein. In der zweiten Episode erkunden die Fünf das erste Mal die Umgebung der WG-Villa. Dabei treffen sie auf drei Mädchen aus der Nachbarschaft, die die Jungs zum Abendessen in die Wohngemeinschaft einladen. Am nächsten Tag richten sich die WG-Jungs ihre Zimmer ein. In der vierten Episode werden nicht nur die Verkaufstalente von Aaron, Alexey, Marlon, Michael und Paolo auf die Probe gestellt. Die neuen Betten müssen noch zusammengebaut werden. In Folge fünf gehen Aaron, Alexey, Marlon, Michael und Paolo in den Freizeitpark und kümmern sich, als sie zurückkehren, um den Haushalt. In der sechsten Episode organisiert die WG ein Gemeinschaftsprojekt: Die Fünf müssen sich überlegen, wie sie Geld für ein soziales Projekt, einen Second-Hand-Laden für Bedürftige, sammeln. Aaron und Alexey plädieren für Straßenmusik, Michael und Paolo wollen Geld als Pantomime verdienen und Marlon plant, Tennisunterricht zu geben. Am folgenden Tag lernen die fünf WG Mitglieder Kochen. In der nächsten Episode erkunden die WG-Jungs zum ersten Mal das Nachtleben: Im Jugendzentrum tritt eine Rockband auf. In Folge neun müssen sich die Fünf aus der Jungs-WG auch mit den Tücken des Haushaltes herumschlagen. Es wird besonders unappetitlich, denn die WG hat ein Müll-Problem. Da die Unmengen an Abfall nicht richtig getrennt und sortiert wurden, ließ die Müllabfuhr die Tüten und Tonnen am Straßenrand stehen. In Folge zehn ist Sommerstimmung angesagt: Schwimmen im See, Sonne satt und eine Runde Barbecue am WG-Grill. Es wird viel geredet, erste Gespräche über Eltern und Familie stehen an. In der nächsten Episode haben Aaron, Alexey, Marlon, Michael und Paolo wieder Mädchenbesuch: Doch bevor die Gäste zum Essen eintreffen, muss erst einmal aufgeräumt werden, bei Pizza und Cola geht es dann um die Frage, ob es Mädchen oder Jungs in der Familie einfacher haben. Am Folgetag helfen die Jungs in einer Suppenküche für Obdachlose. In der dreizehnten Episode bereiten sie sich auf einen Campingausflug vor, der am Tag danach stattfindet. In Folge 15 geht es wieder um das soziale Projekt der Jungs. Diesmal sammelt Marlon Geld für die Obdachloseninitiative, indem er Trainerstunden im benachbarten Tennisclub gibt. Am folgenden Tag geht die Wohngemeinschaft in die Stadt und kaufen dort Kleidung. Während die übrigen Jungs sich im Museum bilden, sammeln Michael und Paolo in der siebzehnten Folge für das soziale Projekt der WG. In der vorletzten Episode besuchen die fünf zum letzten Mal ihr soziales Projekt. In der letzten Folge bekommen die Jungs erstmals Besuch von zuhause. Eltern, Geschwister und Freunde sind angereist, um mit den Fünf zu feiern. Am nächsten Morgen ist dann die WG-Zeit endgültig vorbei und die fünf Jungs trennen sich.
2018 waren Aaron, Alexey und Paolo gemeinsam mit Alina, Janina und My aus der Serie Die Mädchen-WG in der Webserie Die Wohngemeinschaft zu sehen.
| Vollständiger Name | Geburtstag |
| ------------------ | ---------- |
| Aaron              | 12.10.1994 |
| Alexey             | 16.10.1995 |
| Marlon             | 13.03.1995 |
| Michael            | 11.08.1994 |
| Paolo              | 20.4.1994  |

## Die Jungs-WG – Urlaub ohne Eltern
Zu Beginn der Serie beziehen Danny, Jonas, Charly, Alex und Johannes ihre Urlaubs-Wohngemeinschaft in Palma. In der zweiten Folge betreiben die Jungs Wassersport. Am Abend machen sie Bekanntschaft mit regionalen Spezialitäten wie Schweinefuß und -gehirn. Am nächsten Tag will die WG spanische Mädchen kennenlernen, Banana-Boot fahren und ein Insel-Shopping ist geplant. In Folge fünf unterstützen sie die Rettungsschwimmer des Roten Kreuzes als Liveguards und bei der Strandüberwachung. Am Anfang steht eine Einweisung in die Aufgaben der Lebensretter. Am Folgetag gibt es zum ersten Mal Mädchenbesuch in der WG. In Folge sieben steht ein spanischer Kochkurs auf dem Programm: Die Fünf lernen, wie man eine richtige Paella macht. Am übernächsten Tag der Jungs-WG testen Alex, Charly, Danny, Johannes und Jonas außerdem eine ganz besondere Ferienaktion und fahren mit dem Quad durchs Gelände. In Folge zehn müssen die WG-Jungs ihre kranke Katze, die ihnen zugelaufen ist, aus der Villa ausquartieren, da Jonas eine Katzenhaarallergie hat. Die fünf bauen ein Gehege im Garten. Am Tag danach besucht die WG nach einem Strandbesuch mit Klippenspringen abends eine spanische Open-Air-Party. In Folge 13 der Jungs-WG zeigt Charlie seinen Mitbewohnern, wie man ein richtiges Parcours-Ass wird. Die Jungs springen, laufen und klettern über alles, was sich ihnen in den Weg stellt. Zudem gibt es erneut Mädchenbesuch in der Jungs-WG. Alex, Charlie, Danny, Johannes und Jonas laden ihre Strandbekanntschaften zum Pfannkuchenessen ein und auf der Dachterrasse wird anschließend über die richtige Flirtstrategie gefachsimpelt. Am nächsten Tag hat die Jungs-WG hat einen Auftritt in einem Restaurant. Mit einer musikalischen Darbietung wollen die Fünf Geld für ihr soziales Projekt sammeln. Am Nachmittag des nächsten Tages besuchen die Jungs ein Fußballcamp in der Nachbarschaft und nehmen an einem professionellen Training teil. Später folgt ein kleines Nationalspiel gegen fünf spanische Jungs. In der siebzehnten Episode hat die Jungs-WG auf Mallorca wieder einmal abendlichen Mädchenbesuch. Gemeinsam bereiten alle den am Morgen frisch gefangenen Fisch zu. Am Tag danach nehmen die Fünf ihren WG-Rap unter professionellen Bedingungen auf. In Folge 19 planen die Jungs eine große Party zum Abschied von der Insel. Dafür wollen sie auch eine Paella zubereiten. Die Zutaten besorgen sich die Fünf in Palma auf dem Markt. Am letzten Tag ziehen Danny, Jonas, Charly, Alex und Johannes aus der Villa aus und verabschieden sich voneinander.
2019 waren Danny und Jonas gemeinsam mit Ella, Louisa und Maja aus der Serie Die Mädchen-WG in der Webserie Die Wohngemeinschaft zu sehen.
| Vollständiger Name | Geburtstag |
| ------------------ | ---------- |
| Alex               |            |
| Charly             |            |
| Danny              |            |
| Johannes           |            |
| Jonas              |            |

## Die Jungs-WG – Ohne Eltern in den Schnee
Zu Beginn dieser Staffel ziehen Felix, Joel, Lukas, Philipp und Tom in ein Penthouse im österreichischen Seefeld. In der zweiten Episode gehen die Jungs zuerst zum Supermarkt, später zum Ski- oder Snowboardfahren auf die Piste. Am dritten Tag fahren die fünf auf Hundeschlitten, am vierten hat die Jungs-WG den ersten Mädchenbesuch. Nach dem gemeinsamen Kochen erzählen die Österreicherinnen von ihrem Leben in den Bergen. In Folge fünf wurde die WG von dem Mädchen zum Voltigier-Training eingeladen. Am übernächsten Tag gehen die Jungs zum Schuhplattlern, in Folge acht besuchen sie am Abend ein Festival. Am neunten Tag der Jungs-WG machen Felix, Joel, Lukas, Philipp und Tom ein Biathlon-Training. In der zehnten Episode steht für die Jungs-WG ihr soziales Projekt auf dem Programm: Im Auftrag des Roten Kreuzes helfen sie einem Seniorenpaar aus ihrem Ferienort im Haushalt. In Folge elf überqueren sie beim Canyoning tiefe Bergschluchten, in Folge zwölf belegen sie einen Kochkurs. Am dreizehnten Tag verbringt die WG eine Nacht in einem selbstgebauten Iglu. Am nächsten Tag kümmern sich die Jungs erneut um ihr soziales Projekt. In Folge 15 gehen sie Paragliden und versuchen Geld für ihr soziales Projekt verdienen. Am übernächsten Tag versuchen sich die Jungs von der Jungs-WG als Film-Regisseure. Sie kommen auf die Idee, ein WG-Horrorvideo mit dem Smartphone zu drehen. In der 18. Folge besuchen sie einen Jodel-Kurs und sammeln erneut Spenden für ihr soziales Projekt. Am letzten Tag der Jungs-WG räumen Felix, Joel, Lukas, Philipp und Tom ihr Penthouse in den Tiroler Bergen.
| Vollständiger Name | Geburtstag |
| ------------------ | ---------- |
| Felix              |            |
| Joel               |            |
| Lukas              |            |
| Philipp            |            |
| Tom                |            |

## Die Jungs-WG – Sommer. Sonne. Elternfrei.
In der ersten Episode treffen sich Luc, Ole, Leroy, Nils und Robin zum ersten Mal und beziehen ihre Villa am Gardasee in Italien. An Tag zwei gehen die Jungs zum ersten Mal zum Segelkurs. Am nächsten Tag kümmern sich die Jungs um den Haushalt, an Tag vier startet das soziale Projekt der WG. Es dabei um den Naturschutz am Gardasee. In Folge fünf gehen sie zum Paragliden in die Berge, am Abend zu einer Feier am Yachthafen. In der nächsten Episode reinigt die Jungs-WG ein Fischbecken des Forellen-Zuchtprogramms am Gardasee. In Folge sieben gehen die Jungs zum Canyoning, in Folge acht und neun gehen sie Kitesurfen. In der zehnten Episode besucht die WG erneut den Segelkurs. Am fünfzehnten Tag befreien die Jungs den Strand vom Müll und begegnen Arona von der Naturschutzinitiative am Gardasee. Er erzählt, wie er als Flüchtling aus Afrika nach Europa gekommen ist. An Tag 16 in der Jungs-WG müssen Leroy, Luc, Nils, Ole und Robin ihr Können beim Segeln beweisen. Nach vielen Trainingseinheiten in den vergangenen Wochen steht die Regatta an. Am nächsten Tag lernen die Jungs bei einem traditionellen Pizzabäcker die Geheimnisse des original italienischen Pizzabackens. In der vorletzten Folge planen sie eine Abschlussparty, die sie am nächsten Tag ausführen. Am Ende der letzten Episode verabschieden sich die Jungs voneinander und ziehen aus der Villa aus.
| Vollständiger Name | Geburtstag |
| ------------------ | ---------- |
| Leroy              |            |
| Luc                |            |
| Nils               | 20.04.2001 |
| Ole                |            |
| Robin              |            |

## Die Jungs-WG – Elternfrei in Barcelona
Bis zum 15. April bestand für 13- bis 17-Jährige die Möglichkeit, sich für die fünfte Staffel der Jungs WG zu bewerben. Erneut haben fünf Teilnehmer ihren Urlaub in der spanischen Metropole Barcelona verbracht. Der Dreh für Die Jungs WG 2017 fand vom 17. Juli bis 11. August 2017 statt. Am 30. November wurde die Sendung in einer Doppelfolge ausgestrahlt.
| Vollständiger Name | Geburtstag |
| ------------------ | ---------- |
| Chinedu            |            |
| Jamie              |            |
| Justus             |            |
| Ole                |            |
| Timmy              |            |

## Die Jungs-WG – Abenteuer Amsterdam
Wieder wurden Jugendliche im Alter von 15 bis 17 gesucht, die Interesse daran haben bei der 4-wöchigen Jungs-WG teilzunehmen, über 1000 Jungen haben sich beworben. Zwischen dem 29. Juni und 24. Juli 2019 wurde gedreht, ab dem 6. Januar 2020 wurde die Sendung ausgestrahlt. Die Jungs WG fand in einem Hausboot in Broek in Waterland bei Amsterdam statt.
In den ersten Folgen richten sich die fünf in ihrem Hautsboot ein, Ruben fällt die ersten zwei Tage aus, weil er erkrankte. Die darauffolgende Tage unternehmen sie verschiedene Aktivitäten, wie unter anderem Flyboarding, Skydiving, Kickboxen, Eislaufen und Kartfahren. Des Weiteren nehmen sie, wie üblich, während der zwei Wochen an einem Sozialen Projekt teil, in dem sie über Rassismus informiert wurden und selbst die Bürger Amsterdams aufklärten.
2020 waren Alexej, Jeppe und Mark gemeinsam mit Angelina, Chantal, Trang aus der Serie Die Mädchen-WG in den Spin-Offs Die WG – zusammen mit Abstand und Die WG – Das erste Mal in echt zu sehen.
| Vollständiger Name | Geburtstag |
| ------------------ | ---------- |
| Alex               |            |
| Luke               |            |
| Jeppe              |            |
| Mark               |            |
| Ruben              |            |

## Die Jungs-WG – Abenteuer Lissabon
Die Dreharbeiten fanden erstmals während der Corona-Pandemie im Oktober 2021 in Lissabon im Bezirk Restelo statt. Ab März 2022 wurde die Serie erstmal auf Kika ausgestrahlt. In der 6. Folge erkrankte Jannis, etwas später steckte sich auch Leonhard an. Ab der 8. Folge waren beide wieder fit. Auch wurden wieder verschiedene Aktivitäten unternommen, wie unter anderem einen Fallschirmspringen, Synchronschwimmen, Surfen, Tauchen, Gymnastik oder haben auf dem Fischmarkt ausgeholfen. Bedingt durch die Pandemie nahm die Jungs-WG diesmal nicht an einem sozialen Projekt teil.
| Vollständiger Name | Geburtstag |
| ------------------ | ---------- |
| Deniz              |            |
| Jannis             |            |
| Julius             |            |
| Leo                |            |
| Rouven             |            |

## Die Jungs-WG – Oh là là in Nizza
Am 10. April 2023 wurde die erste Folge der neuen Staffel auf Kika ausgestrahlt. In dieser treffen sich die fünf erstmalig zusammen an ihrer zur Verfügung gestellten Villa in La Colle sur Loup bei Nizza, bevor sie sich einzeln schon in der Nizzaer Innenstadt kennengelernt haben. In den folgenden Folgen, wie auch bei anderen Staffeln, werden viele Sportaktivitäten gemacht, wie Rugby, Campen, Klettern, Ballett und Segeln. Dabei lernen sie auch einige Jugendliche aus der Schweiz kennen, die sie in Folge 13 in ihrer Schule in Nizza für eine Tag begleiten.
Zum ersten Mal lebt ein Teilnehmer, nämlich Kilian, vegetarisch. Daher kochen die fünf Jungs vorwiegend vegetarisch. Auch in Folge 10, in der die Jungs Kaviar essen gehen, wird dies besonders erwähnt und er bekommt ein gesondertes Menü.
Alle nehmen, wie auch die Staffeln zuvor, an Praktika teil. Moritz und Kilian helfen auf einem Kutter einem Fischer aus. Freddy und Thore helfen auch einem Ziegenhof aus und stellen selbst Ziegenkäse her. Malik und Moritz machen ein Praktikum in einer Boulangerie und lernen dort Croissants zu backen.
| Vollständiger Name | Geburtstag |
| ------------------ | ---------- |
| Freddy             |            |
| Kilian             |            |
| Malik              |            |
| Moritz             |            |
| Thore              |            |

## Die Jungs-WG – Team Teneriffa
Am 23. April 2024 wurde die erste Folge ausgestrahlt. 
| Vollständiger Name | Geburtstag |
| ------------------ | ---------- |
| Dominik            |            |
| Faris              |            |
| Misael             |            |
| Vincent            |            |
| Vico               |            |

## Auszeichnungen
- Beim  Kinder-Medien-Festival Goldener Spatz 2010 gewann Die Jungs-WG: Ein Monat ohne Eltern, Folge 3 den Preis der Kinderjury in der Rubrik Unterhaltung.

## Belege
1. 1 2  ZDFtivi – Die Jungs-WG: ein Monat ohne Eltern (Memento vom 21. Februar 2016 im Internet Archive)
2. ↑  Die Jungs-WG: Sommer. Sonne. Elternfrei.: Musikvideo (Memento vom 23. Februar 2016 im Internet Archive)
3. ↑  Die Mädchen-WG 2016 – Hamburg Casting (Memento vom 16. März 2016 im Internet Archive), abgerufen am 10. April 2024.
4. ↑  Die Mixed-WG - Fiesta Gran Canaria. In: zdf.de. Abgerufen am 14. März 2022.
5. ↑  Die Mädchen-WG 2016 – Hamburg Casting (Memento vom 16. März 2016 im Internet Archive)
6. ↑  Die Jungs-WG; Tag 3
7. ↑  Die Jungs-WG; Tag 7
8. ↑  Staffel 1 – Folge 9
9. ↑  Staffel 1 – Folge 12
10. ↑  Staffel 1 – Folge 20
11. ↑  Episodenguide Staffel 2 – Folge 1
12. ↑  Die Jungs-WG auf Mallorca; Tag 2
13. ↑  Die Jungs-WG: Urlaub ohne Eltern: Der 5. Tag (Memento des Originals vom 21. Februar 2016 im Internet Archive)  Info: Der Archivlink wurde automatisch eingesetzt und noch nicht geprüft. Bitte prüfe Original- und Archivlink gemäß Anleitung und entferne dann diesen Hinweis.
14. ↑  Staffel 2 – Folge 7
15. ↑  Die Jungs-WG: Urlaub ohne Eltern: Der 10. Tag (Memento des Originals vom 21. Februar 2016 im Internet Archive)  Info: Der Archivlink wurde automatisch eingesetzt und noch nicht geprüft. Bitte prüfe Original- und Archivlink gemäß Anleitung und entferne dann diesen Hinweis.
16. ↑  Die Jungs-WG auf Mallorca; Tag 13
17. ↑  Staffel 2 – Episode 15
18. ↑  Die Jungs-WG: Urlaub ohne Eltern: Der 18. Tag (Memento des Originals vom 21. Februar 2016 im Internet Archive)  Info: Der Archivlink wurde automatisch eingesetzt und noch nicht geprüft. Bitte prüfe Original- und Archivlink gemäß Anleitung und entferne dann diesen Hinweis.
19. ↑  Die Jungs-WG auf Mallorca; Tag 20
20. ↑  Die Jungs-WG Ohne Eltern in den Schnee
21. ↑  Staffel 3 – Folge 4
22. ↑  Die Jungs-WG im Schnee: Der achte Tag
23. ↑  Die Jungs-WG im Schnee; Tag 10
24. ↑  Staffel 3 – Folge 13
25. ↑  Die Jungs-WG im Schnee: Der 15. Tag
26. ↑  Die Jungs-WG im Schnee; Tag 18
27. ↑  Staffel 4 – Folge 4
28. ↑  6. Folge
29. ↑  Die Jungs-WG in Italien; Tag 10
30. ↑  16. Folge
31. ↑  Staffel 4 – Folge 20
32. ↑  Die Jungs-WG 2017 – Hamburg Casting (Memento vom 23. April 2017 im Internet Archive)
33. ↑  kika.de
34. ↑  Die Jungs-WG 2020 (ZDF) – Jetzt bewerben! In: FAMEONME Casting. 7. November 2018, abgerufen am 8. Januar 2020.
35. ↑  Die Jungs-WG 2020 (ZDF) – Jetzt bewerben! In: FAMEONME Casting. 7. November 2018, abgerufen am 8. Januar 2020.